# Tlapacoyan, Tlapacoyan
Tlapacoyan är en kommunhuvudort i Mexiko.   Den ligger i kommunen Tlapacoyan och delstaten Veracruz, i den sydöstra delen av landet, 210 km öster om huvudstaden Mexico City. Tlapacoyan ligger 446 meter över havet och antalet invånare är 33 667.
Terrängen runt Tlapacoyan är kuperad. Runt Tlapacoyan är det ganska tätbefolkat, med 100 invånare per kvadratkilometer. Närmaste större samhälle är Martínez de la Torre, 19,8 km nordost om Tlapacoyan. I omgivningarna runt Tlapacoyan växer huvudsakligen savannskog.